# Protandrena pectidis
Protandrena pectidis is een vliesvleugelig insect uit de familie Andrenidae. De wetenschappelijke naam van de soort is voor het eerst geldig gepubliceerd in 1955 door Timberlake.